# Oresjets (distrikt i Bulgarien, Vidin)
Oresjets (bulgariska: Орешец) är ett distrikt i Bulgarien.   Det ligger i kommunen Obsjtina Dimovo och regionen Vidin, i den nordvästra delen av landet, 110 km norr om huvudstaden Sofia.
Omgivningarna runt Oresjets är en mosaik av jordbruksmark och naturlig växtlighet. Runt Oresjets är det glesbefolkat, med 8 invånare per kvadratkilometer.